# Агиррегойкоа, Игнасио
Игнасио Агиррегойкоа Бенито (исп. Ignacio Aguirregoicoa Benito, баск. Ignazio Agirregoikoa Benito), по официальным советским документам Игнасио Агирре-Бенито (исп. Ignacio Agirre-Benito; 1923, Пласенсия, около Эйбара — 9 марта 1944, Муствеэ) — советский лётчик баскского происхождения, младший лейтенант ВВС РККА, участник боёв на Ленинградском фронте Великой Отечественной войны. 9 марта 1944 года его самолёт был сбит над городом Муствеэ; Агиррегойкоа, выживший в результате крушения, погиб в перестрелке с бойцами эстонской самообороны.

## Биография
Родился в 1923 году в местечке Пласенсия под Эйбаром, при рождении получил имя Игнасио Агиррегойкоа Бенито (исп. Ignacio Aguirregoicoa Benito, баск. Inazio Agirregoikoa Benito. По национальному происхождению — баск, что было установлено в 2002 году сотрудником Института эстонского языка Пеэтером Пяллом. Его родители погибли от рук испанских фалангистов во время гражданской войны: отец и брат Игнасио участвовали в боях против войск Франсиско Франко. В 1937 году Игнасио вместе со своими сверстниками был эвакуирован в СССР: он воспитывался в детдоме в Киеве. Член ВЛКСМ с 1939 года. Окончил восемь классов школы, в 1943 году окончил Борисоглебскую высшую школу лётчиков. Младший лейтенант (звание присвоено 20 марта 1943 года).
На фронте Великой Отечественной войны Игнасио находился с 10 июля 1943 года. Он нёс службу в составе 159-го истребительного авиационного полка (275-я истребительная авиационная дивизия) на должности старшего лётчика и управлял самолётом Ла-5. В ходе вылетов Игнасио участвовал в штурмовках войск противника, сопровождении бомбардировщиков, воздушном прикрытии, разведке и воздушных боях. Согласно воспоминаниям сослуживцев, Игнасио в свободное от полётов время любил играть на гитаре и петь.
По состоянию на 19 февраля 1944 года он произвёл 30 успешных боевых вылетов, из которых 20 пришлись на прикрытие войск на поле боя, 3 — на прикрытие пунктов ПВО, 3 — на сопровождение бомбардировщиков, 4 — на разведку и штурмовку противника. Игнасио провёл три воздушных боя, вместе с ведущим сбив один самолёт противника и подбив ещё один самолёт. В ходе штурмовок им был уничтожен эшелон противника в составе 30 вагонов, 5 цистерн и паровоза, 10 автомобилей с войсками и грузом и до 70 солдат противника. В частности, 7 февраля 1944 года во время штурмовки эшелона лётчик, ведя бой против FW-190, мгновенно развернулся и отсёк противника, чем спас жизнь своего командира Пащенко. Вышеупомянутый FW-190, преследуя летевшего в паре с ведущим Игнасио, был сбит.

## Гибель и похороны
9 марта 1944 года Игнасио Агиррегойкоа взлетел с аэродрома Гдова (Псковская область) для выполнения лётного задания, суть которого остаётся неизвестной. По свидетельствам очевидцев тех событий, самолёт Агирре пролетел над городом Муствеэ в направлении посёлка Лохусуу и затем исчез. На борту самолёта не было ни авиабомб, ни каких-либо пропагандистских листовок; никто не видел, чтобы из самолёта кто-либо выпрыгивал с парашютом. Выяснилось, что самолёт Агиррегойкоа был сбит над Муствеэ немецкими зенитными орудиями и рухнул на лёд Чудского озера. После жёсткой посадки лётчик выбрался из самолёта и вступил в перестрелку с подбежавшими к месту крушения бойцами эстонской самообороны («Омакайтсе»). В ходе перестрелки он был ранен в ногу, поэтому убежать от преследователей далеко не мог, к тому же путь ему частично преграждала трещина во льду Чудского озера. В итоге лётчик застрелился из револьвера, чтобы не попасть в плен.
8 мая 1944 года приказом Главного управления кадров НКО СССР по личному составу армии младший лейтенант Игнасио Бенито Агирре, не вернувшийся с боевого задания, подлежал исключению из списков Красной Армии как пропавший без вести. Из списков личного состава он был окончательно исключён 26 мая 1944 года. Тело лётчика спустя несколько дней после его гибели обнаружили жители посёлка Лохусуу, отнеся его к паперти местной церкви. С разрешения немецкой оккупационной администрации он был похоронен на кладбище в посёлке. В 1973 году в Муствеэ на побережье Чудского озера останки Игнасио Агиррегойкоа были перезахоронены в братской могиле — вместе с останками полковника Трофима Муравьёва и 241 советского солдата, погибших в окрестностях Муствеэ. На могиле был установлен памятник в виде бронзовой девушки, официально носящий имя «Скорбящая» (местные прозвали его «Бедной Лизой» из-за печального выражения лица). В 1990-е годы община местных старообрядцев во главе с Зосимой Йоткиным, пытаясь защитить памятник от вандалов, установила перед ним православный крест, рассчитывая, что это убедит злоумышленников не трогать памятник.

## Память
23 апреля 1965 года в газете Meie Kodu, выходившей в Муствеэ, была опубликована статья Sa ei ole unustatud, Benito Agirre! (с эст. — «Тебя не забыли, Бенито Агирре!»), автором которой был директор средней школы № 2 города Муствеэ Игорь Анисимов. Он обратился к местному исполкому с просьбой назвать именем лётчика одну из новых улиц. Вскоре улице присвоили новое имя: Benito Agirre tänav — улица Бенито Агирре. Проживавшие там люди специально объясняли своим родственникам, как правильно писать на конвертах новое название улицы, хотя письма по этим адресам приходили, даже несмотря на грубые ошибки в названии улицы.
Улица в Муствеэ продолжила носить имя Бенито Агирре и после признания суверенитета и независимости Эстонской Республики. Со слов журналиста Юхани Пюттсеппа, в 1999 году по этой улице располагалось 15 частных домов, а также проходил мост через небольшую речку. Местные жители в целом знали, что улице присвоили имя в честь погибшего лётчика, хотя излагали совершенно разные детали гибели, иногда называя погибшего итальянским лётчиком. Подробный репортаж об истории присвоения улице этого имени опубликовал в 1999 году Юхани Пютссепп в газете Postimees. Спустя некоторое время в той же газете историк Каупо Деэмант заявил, что Игнасио мог быть участником бомбардировки Таллина 9 марта, поэтому его именем называть улицу было как минимум неуместно, даже несмотря на то, что Муствеэ не пострадал во время войны. Однако доказательств участия Агиррегойкоа в бомбардировке Таллина официально не было представлено. Среди новых названий для улицы Бенито Агирре были улица Кирику (эст. Kiriku — «Церковная»), Йыэ (эст. Jõe — «Ручейковая») и «Силла» (эст. Silla — «Мостовая»).
В 2002 году вышла статья Пеэтера Пялла, в котором были указаны подлинное имя и фамилия фамилии испанского лётчика. После этого в эстонской прессе началась кампания за изменение названия улицы в соответствии с правилами баскского языка: предложение переименовать улицу в том же году опубликовал журналист Юхани Пюттсепп в газете Eesti Ekspress. По состоянию на 2012 год переименование не состоялось. В 2022 году вопрос о переименовании улицы, связанный с возможным участием лётчика в авианалёте на город, снова был поднят по инициативе министра государственного управления Рийны Солман, однако власти города снова сообщили, что информации об участии Бенито Агирре в авианалёте на Таллин 9 марта 1944 года не было найдено.

## Награды
- Орден Красной Звезды (23 февраля 1944)[2] — за образцовое выполнение боевых заданий командования на фронте борьбы с немецкими захватчиками и проявленные при этом доблесть и мужество[3][h]
- Медаль «За оборону Ленинграда»[3] (5 сентября 1942)[2][15][i]

## Комментарии
1. ↑  Бенито — фамилия матери[1], однако из-за того, что полное имя лётчика было установлено только в 2002 году, в разных источниках он упоминается под разными вариантами имён — в том числе Игнасио Агиррегойкоа, Бенито Агирре[1] и Бенито Игнасио Агирре[2].
2. ↑  В некоторых источниках в качестве места рождения указывается непосредственно Эйбар[1][4].
3. ↑  Некоторые испанские источники указывают в качестве места гибели Таллин[4].
4. ↑  В советских наградных документах указан как испанец[3].
5. ↑  Газета «Молодёжь Эстонии» указывала дату 4 марта 1944 года, и эти сведения приводились в газете Eesti Päevaleht[7].
6. ↑  В некоторых других источниках сообщалось, что Агиррегойкоа получил ранение при посадке, не смог покинуть самолёт и в итоге замёрз насмерть[2].
7. ↑  Источник: ЦАМО. Ф. 33. Оп. 11458. Д. 233. Л. 16[9].
8. ↑  Был представлен к Ордену Красного Знамени[3].
9. ↑  Согласно другим документальным данным, награда вручена 4 сентября 1943 года[16].